# Млекарска индустрија
Млекарска индустрија је грана прехрамбене индустрије која се бави прерадом и производњом млека и млечних производа. Ослања се базу сточарства, које јој је главни извор потребних продуката.
У Србији се налази неколико фабрика млека: Имлек, Кикиндска индустрија млека, Новосадска млекара, Суботичка млекара и др.